# Rio Adâncata (Iminog)
O Rio Adâncata é um rio da Romênia afluente do rio Iminog, localizado no distrito de Olt.